# Ross.
Ross. è il quarto album in studio del gruppo musicale islandese Low Roar, pubblicato l'8 novembre 2019 dalla Tonequake Records.

## Tracce
Testi e musiche di Ryan J. Karazija.
1. Darkest Hour – 3:00
2. Slow Down – 3:45
3. H.A.F.H. – 4:15
4. I'll Make You Feel – 5:46
5. Not Around – 5:06
6. 222 – 3:53
7. Feel Like Dying – 3:06
8. The Machine – 5:35
9. Blue Eyes – 2:03
10. Empty House – 5:04

## Formazione
Hanno partecipato alle registrazioni, secondo le note di copertina:
Gruppo
- Ryan Karazija – strumentazione
- Mike Lindsay – strumentazione
- Andrew Scheps – strumentazione

Altri musicisti
- Ross Blake – clarinetto e sassofono aggiuntivi
- Graham Godfrey – percussioni aggiuntive

Produzione
- Ryan Karazija – produzione
- Mike Lindsay – produzione, registrazione
- Andrew Scheps – produzione, missaggio